# アンジャネット・アバヤリ
アンジャネット・アバヤリ（Anjanette Abayari, 1970年7月20日 - ）は、アメリカ合衆国の女優。Bb. Pilipinas 1991優勝。1994年の映画『Darna Ang Pagbabalik』（Darna: The Return）主演で知られる。

## 経歴
母方はイロイロ州パッシ市の名門Palencia一族。両親はイロイロ市出身のフィリピン人で、米国に長く居住する。
1970年7月20日、4人兄弟姉妹の第一子としてフィリピンに生まれる。生後間もなく米国に移る。厳しい父親のもとで育ち、少女時代は成績優秀（英: straight-A student）だったが18歳になるまで外出やデートを許されなかった。そこでカトリック系の私立高校在学中、生徒会長に立候補した。「生徒会長としてすべての学校行事に出席する義務がある」と言って規制を回避するためである。1988年、カリフォルニア州ロサンゼルス郡サンタ・フェ・スプリングズのSt. Paul High School卒業。
メリーランド州アナポリスの海軍兵学校（原子力工学プログラム）に合格するが、結局UCLAに進学。これについて、アナポリスでは同級生の大部分が男性であることに怯えていたのではないかとする説もある（『エスクァイア』フィリピン版の報道による）。フィリピン人初の宇宙飛行士になることを目指して航空宇宙工学を学ぶ。
在学中の1991年、Bb. Pilipinas 1991優勝。国を代表してミス・ユニバースに出場する権利を得たかに見えたが、フィリピン国籍を持たないことが発覚、ミス・ユニバースにはMaria Lourdes Gonzalezが派遣されている。Mariaは、Miss Philippines 1976で女優のSuzanne Gonzalesの妹である。
かわいく綺麗でありたいとキャリアを追求するうちにUCLAは中退。Las Vegas Raiderettes（ラスベガス・レイダースのチアリーディングチーム）に合格したときには、父から「頭脳の無駄遣い」と言われた。
Bb. Pilipinasの後帰国、Las Vegas Raiderettesとしての活動の他モデルやイベントの司会も務める。翌年、フィリピンに戻った彼女はViva Filmsと2年契約を締結、いくつかの映画に出演。1994年の映画『Darna Ang Pagbabalik』でフィリピンの国民的ヒロイン「ダルナ」を演じて注目を集める。これはミスコン仲間の Alma Concepcion と  Daisy Romualdez とともにダルナのコスプレで自動車会社のテレビCMに出演したことがきっかけで抜擢されたものである。同年には映画『Ang Pagbabalik ni Pedro Penduko』にダルナ役でカメオ出演している。
1999年10月、メタンフェタミン（英: shabu）を所持していたとしてグアムの空港で逮捕される。数か月後罰金9200ドルを支払ったのち米国に帰国するのだが、エストラーダ大統領は彼女に対しフィリピンへの入国禁止を宣告した。これは2003年まで解かれることはなかった。表舞台からほぼ姿を消し、ロサンゼルスでフィットネスセンターの経営などに従事、ときおりモデル活動も行う。シングルマザーとして二人の息子を育て、2015年現在弁護士の広報担当として働く。
2015年のある時期、病弱だった父親（退職後）とイロイロで過ごすため一時帰国した。なお、この年に計画していた芸能界復帰は実現しなかった。
2018年3月、カリフォルニア州の福音伝道者Gary Panganと婚約。